# Policzna (przystanek kolejowy)
Policzna – przystanek kolejowy w Policznej, w województwie podlaskim, w Polsce. Przystanek obsługiwany jest wyłącznie przez pociągi osobowe.

## Ruch pasażerski
| Rok  | Wymiana pasażerska na dobę |
| ---- | -------------------------- |
| 2017 | 10-19                      |
| 2022 | 0-9                        |

## Połączenia
- Czeremcha
- Hajnówka
- Siedlce (3 kursy)
- Białystok (2 kursy)